# 괴물들
《괴물들》은 2018년에 개봉한 대한민국의 영화이다.

## 캐스팅
- 이원근 : 조재영 역
- 이이경 : 양훈 역
- 박규영 : 예리 / 보경 역
- 오승훈 : 상철 역
- 김종훈 : 이용규 역
- 채상우 : 조성우 역
- 추귀정 : 재영 모 역
- 배진만 : 재용 부 역
- 김우진 : 양훈 부 역
- 이민영 : 양훈 모 역
- 우명희 : 보경 모 역
- 김진혁 : 보경 부 역
- 곽인준 : 교감 역
- 남명지 : 영어선생 역
- 한창현 : 담임선생 역
- 이휘웅 : 동수 역 역
- 박성민 : 경수 역 역
- 박지연 : 카페 매니저 역
- 김정민 : 유형사 박세재 민경 역
- 김진혁 : 소리치는 선생 역
- 유미선 : 고급음식점 여직원 역
- 정지영 : 준형 병실 간호사 역
- 이보람 : 재영 응급실 간호사 역
- 이건희 : 준형 역
- 이상빈 : 보경 친구 1 역
- 이다은 : 보경 친구 2 역
- 표상훈 : 경수 친구 1 역
- 김효인 : 경수 친구 2 역
- 김소일 : 경수 친구 3 역
- 위주성 : 경수 친구 4 역
- 김도현 : 다른 반 빵셔틀 역
- 강경숙 : 가판대 주인 역
- 김종주 : 연행형사 1 역
- 김일웅 : 연행형사 2 역
- 김성균 : 강 형사 역 (우정출연)
- 김호정 : 예리 모 역 (특별출연)

## 같이 보기
- 2018년 대한민국의 영화 목록